# Hex Enduction Hour
Albums de The Fall
Slates
(1982) Room to Live (Undilutable Slang Truth!)
(1982)
Hex Enduction Hour est un album de The Fall, sorti en 1982. En partie enregistré en Islande et influencé par sa mythologie, il constitue l'apogée de la période « ésotérique » du groupe. Avec la présence de drones et de complexes polyrythmies (il est le premier à inclure une nouvelle déclinaison à deux batteurs, qui restera caractéristique d'une période du groupe), il est fréquemment considéré comme le meilleur album de The Fall jusqu'alors, voire selon certains, le meilleur tout court,.

## Présentation
L'album fut partiellement enregistré au cours d'un séjour du groupe en Islande en 1981, le reste provenant d'une session dans un cinéma désaffecté de Hitchin, en Angleterre. Un single, Look, Know / I'm Into C.B. fut enregistré au même moment mais ne fut pas inclus dans l'album, comme dans les autres productions du groupe jusqu'en 1986.
Mark E. Smith déclara au journaliste Sandy Robertson qu'il avait envisagé cet album comme le dernier du groupe ainsi que la fin de sa carrière musicale. Cependant, l'album reçut des critiques très positives et fut le premier de la formation à entrer dans les charts officiels, restant trois semaines à la 71e place, et le groupe resta en activité.
En 1984, le label Motown Records envisagea de signer The Fall sur l'une de ses nouvelles filiales britanniques et demanda à entendre certaines des anciens productions du groupe. Smith ne leur donna à entendre que Hex Enduction Hour, et le groupe reçut une réponse négative, affirmant qu'il n'avait aucun potentiel commercial. Smith supposa que les tirades cyniques « Where are the obligatory niggers? / Hey there, fuckface » du premier morceau, The Classical, y étaient pour quelque chose,.
L'une des mélodies les plus célèbres de l'album figure sur Hip Priest ; Smith remania la chanson sur l'album de 1988 I Am Kurious Oranj, tandis que la version originale fut utilisée pour accompagner le climax du film de 1991, Le Silence des agneaux.
The Classical fut plus tard repris (avec des paroles altérées) par Pavement, groupe qui à ses débuts avait été fréquemment accusé de copier The Fall.
L'album fut épuisé lorsque le label Kamera mit la clef sous la porte en 1983, mais une édition allemande du label Line pressée sur du vinyle blanc fut importée en de nombreux exemplaires. Line sortit également une version CD. En 2002 le label Cog Sinister de Mark E. Smith édita une version remasterisée incluant les titres du single Look, Know. Il fut remasterisé et réédité par Sanctuary en janvier 2005 avec un disque bonus. En avril 2007 fut éditée une version CD reproduisant uniquement l'album original.

## Titres

### Face A
1. The Classical (Mark E. Smith, The Fall) – 5:16
2. Jawbone and the Air-Rifle (Smith, The Fall) – 3:43
3. Hip Priest (Smith, The Fall) – 7:45
4. Fortress / Deer Park (Smith, Craig Scanlon, Marc Riley, Karl Burns) – 6:41
5. Mere Pseud Mag. Ed. (Smith) – 2:50
6. Winter (Hostel-Maxi) (Smith, Scanlon) – 4:26

### Face B
1. Winter, No. 2 (Smith, Scanlon) – 4:33
2. Just Step S'ways (Smith) – 3:22
3. Who Makes the Nazis? (Smith) – 4:27
4. Iceland (Smith, Scanlon, Riley, Steve Hanley) – 6:42
5. And This Day (Smith, The Fall) – 10:18

### Disque bonus de 2005
1. Deer Park (Scanlon, Riley, Burns, Smith) – 4:26
  - Tiré de la cinquième Peel Session du groupe, diffusée le 15 septembre 1981
2. Who Makes the Nazis? (Smith) – 2:57
  - Tiré de la cinquième Peel Session
3. I'm into C.B. (Kay Carroll, Scanlon, Smith) – 6:30
  - Face B du single Look, Know (1982)
4. "Session Musician (Smith, Riley, Scanlon, Hanley) – 9:11
  - Live à Boerkeller, Leeds, 5 novembre 1981
5. Jazzed Up Punk Shit (Scanlon, Riley, Hanley, Smith) – 4:10
  - Live au club 666, Manchester, 15 mai 1982
6. I'm into C.B. (Stars on 45 Version) (Carroll, Scanlon, Smith) – 3:14
  - Live à Fagins, Manchester, 30 septembre 1981
7. And This Day (Smith, The Fall) – 6:13
  - Extrait d'une session enregistrée à Main Street, Auckland, Nouvelle-Zélande, 20 août 1982
8. Deer Park (Scanlon, Riley, Burns, Smith) – 9:34
  - Live à Main Street, Auckland, 20 août 1982
9. And This Day (Revisited) (Scanlon, Riley, Burns, Hanley, Paul Hanley, Smith) – 5:24
  - Live à Astoria 2, Londres, 26 février 1997

## Personnel
- Mark E. Smith – chant, bandes magnétiques, guitare
- Craig Scanlon – guitare, chant, piano
- Marc Riley – orgue électrique, guitare, chant, piano électrique, banjo (non crédité)
- Steve Hanley – basse, chant
- Paul Hanley – batterie, guitare
- Karl Burns – batterie, chant, bandes magnétiques
- Kay Carroll – chant, percussions